# Dhani Harrison
Dhani Harrison (Londres, 1 de agosto de 1978) é um músico inglês.
Filho de George Harrison, dos Beatles, e de Olivia Harrison, Dhani começou a carreira como músico profissional quando ajudou a finalizar o álbum póstumo de seu pai, Brainwashed (lançado em novembro de 2002). Interessa-se por Fórmula 1, assim como seu pai apreciava o esporte. Também estudou aerodinâmica. Em 2006, ele formou uma banda, chamada Thenewno2.
A aparência física de Dhani é notavelmente semelhante à de seu pai na juventude, quando era um beatle. No Concert for George realizado em memória ao seu pai, em 2002, Dhani participou tocando guitarra acústica, e Paul McCartney contou para a plateia um comentário de Olivia, que havia dito: "ao olhar para Dhani no palco, vemos que George permanece jovem, enquanto nós todos envelhecemos".  O concerto reuniu no Royal Albert Hall de Londres muitos dos amigos de George Harrison, como Eric Clapton, Ravi Shankar, Tom Petty e evidentemente os dois beatles sobreviventes, McCartney e Ringo Starr.
Atualmente Dhani, e os outros filhos dos ex Beatles foram convidados a participar de uma nova fase dos Beatles onde, iriam se reunir e uma nova versão da banda Beatles se formaria com novos membros.

## Primeiros anos
Dhani Harrison cresceu com os seus pais em Friar Park, a propriedade para onde o seu pai se mudou em 1970, em Henley-on-Thames. A sua mãe, Olivia Harrison, é de ascendência mexicana. Uma das primeiras memórias de Dhani é receber lições de bateria do amigo e colega de banda do seu pai, Ringo Starr. Ele lembra-se que, antes da primeira lição, se tinha interessado bastante pela bateria. Porém, quando Starr começou a tocar, o barulho assustou-o tanto que ele fugiu da sala a gritar e nunca mais tocou na sua bateria.
Dhani frequentou a Dolphin School, perto de Twyford, seguida da Badgemore Primary School em Henley-On-Thames. Mais tarde frequentou a Shiplake College, também perto de Henley, onde se inscreveu na Combined Cadet Force (uma organização de características militares para jovens) e demonstrou interesse pelo remo, um desporto que continuou a praticar até à idade adulta.
Depois de terminar o ensino secundário na Inglaterra, Dhani ingressou na Universidade de Brown em Rhode Island nos Estados Unidos, onde estudou Design Industrial e Física. Após concluir a licenciatura, Dhani começou a trabalhar como designer automóvel na McLaren, antes de decidir seguir a pegadas do pai e tornar-se um músico profissional.

## Carreira

### Música

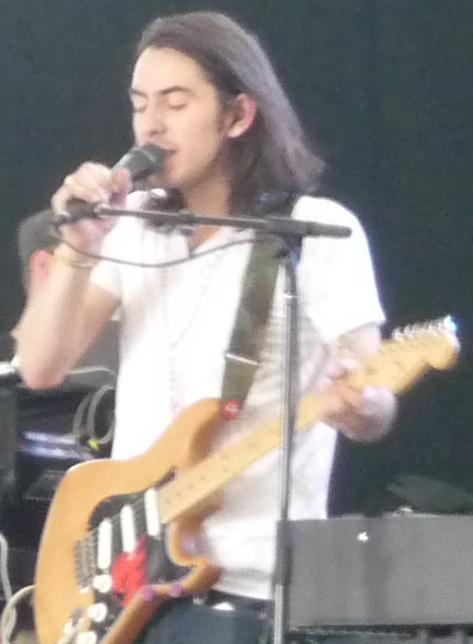
Dhani Harrison no festival de música Coachella em 2009.

Após a morte do seu pai em 2001, Dhani juntou-se ao seu amigo Jeff Lynne para concluir o seu último álbum, Brainwashed, lançado em 2002. O álbum venceu um Grammy em 2004. No mesmo ano, Dhani partilhou o palco com Tom Petty, Jeff Lynne e Prince para uma atuação da música "While My Guitar Gently Weeps" durante a cerimónia de introdução do seu pai na Rock and Roll Hall of Fame.
Em março de 2006, Dhani fez uma participação especial no Podcast de Liam Lynch, Lynchland. Os dois gravaram um dueto que mais tarde foi incluído no álbum de Lynch. Dhani colaborou com Jakob Dylan na faixa "Gimme Some Truth" do álbum de tributo a John Lennon, Instant Karma: The Amnesty International Campaign to Save Darfur, que foi lançado em 12 de junho de 2007. Dhani participou em duas músicas que não foram lançadas da banda Travelling Wilburys, sob o pseudénimo Ayrton Wilbury, um tributo ao piloto brasileiro de Fórmula 1, Ayrton Senna.
Em abril de 2006, foi anunciado que a banda de Dhani, thenewno2 tinha começado a gravar um álbum. A banda lançou um videoclip, "Choose What You're Watching", no seu site oficial. thenewno2, é composta por Dhani que para além de vocalista, toca guitarra solo e sintetizador e Oil Hecks, que toca bateria e sintetizador. Em 2007, Dhani esteve envolvido na produção da música "The Heart Gently Weeps" da banda Wu-Tang Clan, baseada na música "While My Guitar Gently Weeps".
O álbum de estreia da banda thenewno2, You Are Here, foi lançado online em 11 de agosto de 2008 e nas lojas em 21 de março de 2009. A música "Yomp" foi incluída no pack de músicas que se podiam descarregar com o jogo eletrónico Rock Band e a música "Crazy Tuesday" foi incluída no pack de Rock Band 2.
Em fevereiro de 2010, Dhani, Ben Harper e Joseph Arthur formaram a banda Fistful of Mercy.
Em 2014, Harrison participou no espetáculo The Night That Changed America: A Grammy Salute to The Beatles. No mesmo ano, Dhani organizou o espetáculo The George Fest, um tributo ao seu pai que teve lugar a 28 de setembro de 2014 no Fonda Theatre em Los Angeles. O concerto foi lançado num pack de CD e DVD.
Em outubro de 2017, Dhani lançou o seu primeiro álbum a solo, In///Parallel, que foi recebido com críticas maioritariamente favoráveis.

#### Compositor de bandas sonoras
Entre álbuns, Dhani tem-se dedicado a compor bandas sonoras. O seu primeiro trabalho na área surgiu em 2013 com o filme Beautiful Creatures, cuja banda sonora compôs em colaboração com Paul Hicks. Em 2014, compôs a banda sonora do filme Learning to Drive e em 2016 foi o compsitor da banda sonora da série Good Girls Revolt, transmitida pelo serviço de streaming Amazon Video. Outros trabalhos incluem as séries White Famous e Outsiders.

### Videojogos
Dhani trabalhou como designer e programador em The Beatles: Rock Band, um videojogo de música lançado em 9 de setembro de 2009 para a Xbox 360, Playstation 3 e Wii. Ele foi essencial na criação do jogo e pediu a Paul McCartney e a Ringo Starr para participarem. Numa entrevista, Dhani falou sobre a produção do jogo: "Levei o projeto à Apple e convenci toda a gente a deixar-me fazer uma apresentação. A minha descrição profissional é ser entusiasta. Estamos a trabalhar no jogo há dois anos. Este é o primeiro que vai ser completamente fiel à História. Tem sido uma verdadeira dor de cabeça, mas é o trabalho mais divertido que já fiz na minha vida".
Para promover o jogo, Dhani foi ao programa The Tonight Show with Conan O'Brien e no final os dois tocaram "Birthday" com Dhani na bateria, Conan O'Brien no baixo e Aaron Bleyaert e Mark Pender nas guitarras.

## Vida pessoal
Dhani foi casado com a modelo e psicóloga Solveig 'Sola' Karadottir durante quatro anos. O casal separou-se em 2016.

## Discografia

### Thenewno

#### Álbuns
- You Are Here (2008)
- thefearofmissingout (2012)
- Beautiful Creatures (2013)

#### EP's
- EP001 (2006)
- EP002 (2011)

### Fistful of Mercy

#### Álbuns
- As I Call You Down (2010)

### Solo

#### Álbuns
- In Parallel (2017)